# Marc-Antoine Moutier
Marc Antoine Moutier ou Moutié est un prêtre français né le 6 octobre 1730 à Étampes (Essonne) et décédé le 21 janvier 1809 à Orléans (Loiret).
Il est d'abord membre de la compagnie de Jésus. En 1789, il est grand chantre et chanoine de la cathédrale d'Orléans. 
Il est élu député du clergé du bailliage d'Orléans aux États généraux de 1789. Il prête le serment civique.